# Fritz Pollard Jr.
Frederick Douglas Pollard Jr., detto Fritz (Springfield, 18 febbraio 1915 – Washington, 14 febbraio 2003), è stato un ostacolista statunitense.

## Palmarès
| Anno | Manifestazione  | Sede    | Evento   | Risultato | Prestazione | Note |
| ---- | --------------- | ------- | -------- | --------- | ----------- | ---- |
| 1936 | Giochi olimpici | Berlino | 110 m hs | Bronzo    | 14"4        |      |